# Zito
Zito, pseudonimo di José Ely de Miranda (Roseira, 18 agosto 1932 – Santos, 14 giugno 2015), è stato un calciatore brasiliano, di ruolo centrocampista.
È stato campione del mondo nel 1958 e nel 1962 con la nazionale brasiliana. Colpito da ictus nel 2014, è morto l'anno successivo all'età di 82 anni.

## Carriera

### Club
Zito iniziò la sua carriera nel Taubaté nel 1948. Nel 1951 si trasferì al Santos, con cui vinse 9 Campionati Paulisti, 5 Taça Brasil consecutive, 2 Coppe Libertadores, 2 Coppe Intercontinentali e 4 Tornei Rio-San Paolo.

### Nazionale
Con la Nazionale brasiliana Zito disputò 46 partite ufficiali segnando 3 gol.
Con il Brasile partecipò ai Mondiali del 1958, del 1962 e del 1966, vincendo i primi due giocando titolare.

### Curiosità
Fu lui a scoprire il calciatore brasiliano Gabriel Barbosa.

## Palmarès

### Club

#### Competizioni statali
- Campionato paulista: 9

Santos: 1955, 1956, 1958, 1960, 1961, 1962, 1964, 1965, 1967
- Torneo Rio-San Paolo: 4

Santos: 1959, 1963, 1964, 1966

#### Competizioni nazionali
- Taça Brasil: 5

Santos: 1961, 1962, 1963, 1964, 1965

#### Competizioni internazionali
- Coppa Libertadores: 2

Santos: 1962, 1963
- Coppa Intercontinentale: 2

Santos: 1962, 1963

### Nazionale
- Campionato mondiale: 2

Svezia 1958, Cile 1962

### Individuale
- All-Star Team del campionato mondiale: 1

1962